# مجموعه باغمیشه
مجموعه باغمیشه مربوط به اواخر دوره زند است و در تبریز، میدان دانشسرا، اول خیابان جمهوری، کوچه فرمانداری واقع شده و این اثر در تاریخ ۳۰ تیر ۱۳۸۴ با شمارهٔ ثبت ۱۲۲۲۳ به‌عنوان یکی از آثار ملی ایران به ثبت رسیده است.